# Hartmut Michel
Hartmut Michel, né le 18 juillet 1948 à Ludwigsbourg en Allemagne, est un biochimiste allemand. Il est colauréat du prix Nobel de chimie de 1988 avec Robert Huber et Johann Deisenhofer « pour la détermination de la structure tridimensionnelle des centres réactifs photosynthétiques ».

## Biographie
Hartmut Michel naît en 1948 à Ludwigsbourg dans le Württemberg. Il étudie la biochimie et obtient son doctorat en 1977 à l’université de Wurtzbourg. En 1986, il passe son habilitation à diriger des recherches à l’université de Munich. Depuis 1987, il est directeur général de l’institut Max Planck de biophysique à Francfort-sur-le-Main et dirige le groupe de travail sur la chimie des membranes moléculaires.
Hartmut Michel est depuis février 2004 membre du Wissenschaftsrat, institution qui a pour objectif de conseiller le gouvernement allemand et les Länder allemands en ce qui concerne le développement de l'enseignement supérieur, et la recherche scientifique.

## Travaux scientifiques
En 1982, Hartmut Michel réussit la cristallisation des centres réactifs des bactéries pourpres (Rhodopseudomonas viridis (en)) et crée ainsi les bases pour une analyse structurale par cristallographie de la structure des molécules. Conjointement avec Robert Huber et son équipe de recherche, à laquelle appartient aussi Johann Deisenhofer, ils peuvent éluder[incompréhensible] la structure tridimensionnelle de ces bactéries, les résultats sont publiés en décembre 1985.
Le procédé par lequel Harmut Michel obtient la cristallisation des centres réactifs est utilisé plus tard pour de nombreux autres organismes. La bactérie pourpre est le premier organisme chez lequel le procédé réussit, les centres photosynthétiques de celles-ci sont donc les premiers complexes membranaires qui peuvent être analysés par radiocristallographie. De par l’explication structurelle des complexes, on comprend mieux le fonctionnement de ceux-ci. De plus comme les centres photosynthétiques des bactéries pourpres sont en grande partie semblables à ceux de plantes plus développées, on peut étendre les résultats des premières à ces dernières.

## Distinctions et récompenses
- 1986 : Prix Gottfried Wilhelm Leibniz de la Deutsche Forschungsgemeinschaft
- 1988 : Prix Nobel de chimie